# Jožef Blaznik

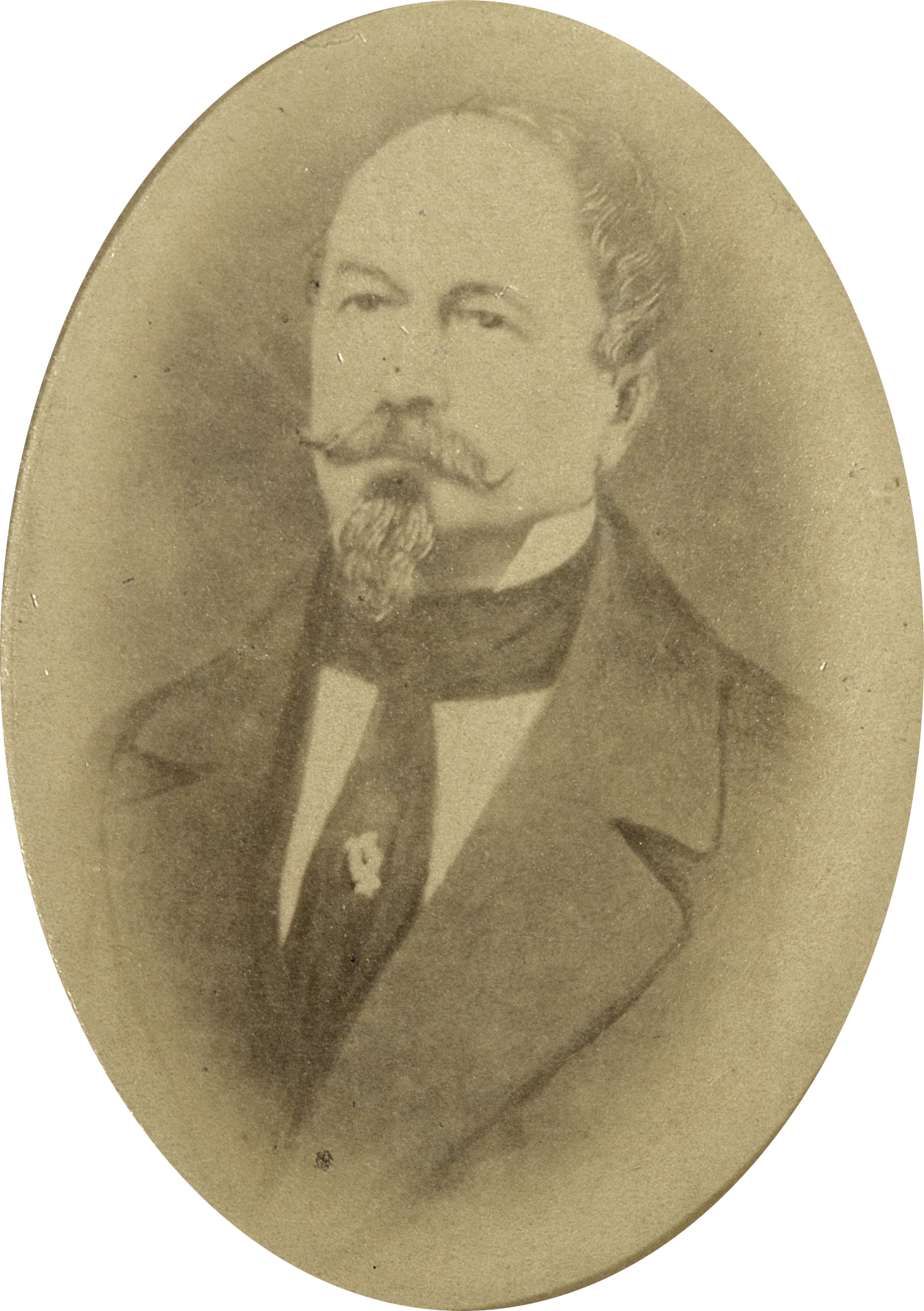
Jožef Blaznik (Photographie von Lovrenc Funtek), etwa 1860

Jožef Blaznik (* 7. Februar 1800 in Idrija; † 23. Juni 1872 in Ljubljana) war ein slowenischer Drucker und Verleger, der maßgeblich an der Verbreitung der slowenischen Schriftsprache und Literatur im 19. Jahrhundert beteiligt war.

## Leben und Werk
Jožef Blaznik wurde im Jahr 1800 im slowenischen Idrija (heute Region Goriška) als Sohn des Apothekers Mihael Blaznik und seiner Frau Barbara, geb. Nester, geboren.  
Im Alter von 15 Jahren zog er nach Ljubljana, um das Druckerhandwerk bei Johann Nepomuk Retzer, damals Inhaber der Mayrschen Druckerei, zu erlernen. Nach Beendigung der Lehre arbeitete Blaznik bis 1828 im Ausland, unter anderem in  Graz, Regensburg, Mainz und Villach. Danach kehrte er nach Laibach zurück, heiratete Retzers Tochter und wurde Inhaber der Mayrschen Druckerei.
Blaznik druckte deutsch- und slowenischsprachige Erzeugnisse und unterstützte die Entwicklung und Verbreitung der slowenischen Schriftsprache und Literatur durch den Druck der wichtigsten Werke der Zeit. 
Aus seiner Druckerei stammen unter anderem: Werke von Prešeren, Vodnik, Bleiweis, Levstik sowie Cigales Deutsch-slowenisches Wörterbuch. Er gab die Bildungs- und Belletristikzeitung Carniolia heraus und druckte die slowenischen Zeitungen Kmetijske in rokodelske novice, Slovenski eccerveni časopis (Zgodnja Danica), Slovenija und Ljubljanski časnik.
Blazniks Leben und Werk sind untrennbar mit der ältesten Druckerei in Ljubljana verbunden, die 1678 von Johann Mayr aus Salzburg gegründet und bis 1962 ununterbrochen betrieben wurde, als sie der Firma Delo angegliedert wurde.
An Blaznik erinnert eine Bronzebüste an der Fassade seiner ehemaligen Druckerei in der Altstadt von Ljubljana.